# Masayuki Okuyama
Masayuki Okuyama (奥山 政幸 Okuyama Masayuki?), född 28 juli 1993 i Aichi prefektur, är en japansk fotbollsspelare.
Okuyama började sin karriär 2016 i Renofa Yamaguchi FC. 2017 flyttade han till FC Machida Zelvia.